# Test (Wrestler)
Andrew James Robert Patrick Martin (* 17. März 1975 in Whitby, Ontario; † 13. März 2009 in Tampa, Florida) war ein kanadischer Wrestler, der bis Ende Februar 2007 unter dem Ringnamen Test bei World Wrestling Entertainment (WWE) unter Vertrag stand.

## Karriere
Martin begann seine Karriere 1997 und war zunächst für Independent-Ligen aktiv. Im Oktober debütierte er dann in der World Wrestling Federation (heute WWE). Hier wurde er später Mitglied des Stables The Corporation. 1999 hatte Martin eine „on-screen“-Beziehung mit Stephanie McMahon, welche durch Triple H zerstört wurde. Danach bildete er ein Tag Team mit Albert, welches nach einer recht erfolglosen Zeit wieder aufgelöst wurde.
2001 ließ man Martin die WWF European Championship gewinnen. 2001, bei Wrestlemania X-Seven, musste er den Titel an Eddie Guerrero abgeben. Noch im selben Jahr wurde er Mitglied der Alliance und gewann beim SummerSlam zusammen mit Booker T die WWF Tag Team Championship. Bei der Survivor Series verlor Martin ein Match gegen Edge, bei dem es um die WCW United States Championship und WWF Intercontinental Championship ging.
2002 formierte er das Stable The Un-Americans, welches neben ihm aus Lance Storm, Christian und William Regal bestand. Nach einer Fehde mit Chris Jericho bildete Martin ein Team mit Scott Steiner. Sie hatten Chancen auf den Tag Team Title, welche sie aber nicht nutzen konnten. Nach einem Fehdenprogramm mit Stevie Richards erlitt Martin im Juli 2004 eine Verletzung und wurde im November entlassen.
Nach seiner Entlassung war Martin erneut in verschiedenen Independent-Ligen beschäftigt. Im Mai 2006 kehrte er zur WWF, die nun WWE hieß, zurück. Ab Juli war er dort im ECW-Roster aktiv. Im Februar 2007 fiel er durch den Drogen- und Medikamententest der WWE und wurde zunächst suspendiert und wenig später entlassen. Im August debütierte er bei Total Nonstop Action Wrestling, gab aber im Dezember seinen Rücktritt vom aktiven Wrestling bekannt, schloss jedoch ein Comeback in der Zukunft nicht aus. Im April 2008 wurde Martin während einer Fahrt in Florida wegen Trunkenheit am Steuer sowie Fahrens ohne Führerschein für mehrere Stunden festgenommen. Er kam dann später auf Kaution frei.
Andrew Martin wurde am 13. März 2009 im Alter von 33 Jahren tot in seiner Wohnung in Tampa, Florida gefunden, kurz bevor er für einen Gastauftritt zur deutschen Independent Liga FCW reisen wollte. Er starb an einer Überdosis des Schmerzmittels Oxycodon.

## Wrestlingfakten

### Manager
- Stacy Keibler
- Stephanie McMahon
- Trish Stratus

### Erfolge im Wrestling
- Wild West Wrestling
  - 1× WWW Heavyweight Champion
- World Wrestling Federation
  - 1× WCW World Tag Team Champion (mit Booker T)
  - 1× WWF European Champion
  - 2× WWF Hardcore Champion
  - 1× WWF Intercontinental Champion
  - 1× WWF World Tag Team Champion (mit Booker T)
  - Battle Royal Winner 2001